# 김조이
김조이(金祚伊, 1904년 ~ ?)는 일제강점기의 사회주의 운동가로, 조봉암의 부인이다.

## 생애
경상남도 창원군의 비교적 부유한 가정 출신이다. 고향인 창원군 웅천면에 있는 사립 계광학교를 졸업하고 경성부로 유학을 떠나, 당시 여성으로서는 흔하지 않은 고등 교육을 받았다.
경성에서 3·1 운동을 겪으면서 항일 운동에 뜻을 세우게 되었다. 이후 조선공산당에 가입하여 사회주의 계열에서 활동하였고, 모스크바의 동방노력자공산대학에도 2년 동안 유학을 다녀왔다.
모스크바 유학을 마치고 귀국한 뒤인 1925년에 경성여자청년동맹이라는 여성 단체를 조직하였다. 이 시기에 김조이는 박헌영의 부인인 주세죽, 변호사 허헌의 딸이자 임원근의 부인인 허정숙과 함께 경성 지역의 좌파 여성 운동을 이끄는 중심 인물이었다.
제1차 조선공산당 사건 이후 함경남도 지역에 파견되어 노동 운동을 벌이다가 1934년에 검거되었다. 이때 함흥지방법원에서 치안유지법 위반으로 징역 3년형을 선고받고 복역했다.
1924년, 당시 조선청년총동맹에서 활동하던 조봉암과 결혼했다. 그러나 조봉암이 1927년 상해에서 김이옥과 함께 살며 딸 조호정을 낳는 등 조봉암과 헤어졌다가, 조봉암이 1932년에 상하이에서 체포되어 수감되어 있던 중 김이옥과 사별하자, 1938년 조봉암이 출옥한 뒤 재결합하였다. 조봉암과 김조이 부부는 인천에 정착하여 상업으로 생계를 이었다. 
태평양 전쟁이 종전되고 남편 조봉암이 대한민국 건국에 참여하며 정계에 입문했고, 김조이는 이 과정에서 정치인의 아내로서 내조 역할을 했다.
1950년 한국 전쟁 중 서울에 있다가 실종되었다. 가족들은 조선민주주의인민공화국으로 강제 납북된 것으로 주장하고 있으며, 이후의 행적이나 생사 여부는 전혀 알려지지 않았다.
사회주의 계열에서 활동했고 남편 조봉암은 제1공화국에서 간첩 혐의로 사형당했기 때문에 오랫동안 일제 강점기의 항일 공적을 인정 받지 못했다. 2008년에 대한민국 국가보훈처가 건국포장을 수여하기로 결정하였다.

## 같이 보기
- 조봉암

## 참고자료
- 구영식 (2008년 8월 15일). “'여성 코뮤니스트' 김조이, 건국포장 받는다 - 죽산 조봉암의 부인이자 동지...유족측 "공적 비해 훈격 낮다" 아쉬움”. 오마이뉴스. 2008년 8월 15일에 확인함.
- <죽산 조봉암 평전>, 김삼웅 지음, 시대의창, 2010, 112-115쪽
- <모스크바 밀사>, 임경석 지음, 푸른역사, 2012, 98-100쪽